# Trimma anthrenum
Trimma anthrenum  es una especie de peces de la familia de los Gobiidae en el orden de los Perciformes.

## Morfología
Los machos pueden llegar a alcanzar los 2 cm de longitud total les  femelles 1,97

## Hábitat
Es un pez de Mar y de clima tropical y asociado a los  arrecifes de coral hasta los 5-76 m de profundidad.

## Distribución geográfica
Se encuentra en Fiyi y Tonga.

## Observaciones
Es inofensivo para los humanos.